# Деньгубка
Деньгубка (біл. вёска Дзяньгубка) — село в складі Крупського району Мінської області, Білорусь. Село підпорядковане Костричницькій сільській раді, розташоване в східній частині області.
Рішенням Мінської обласної ради депутатів від 28 травня 2013 року, щодо змін адміністративно-територіального устрою Мінської області, село Деньгубка, уже колишньої Обчугської сільської ради, підпорядковане Костричницькій сільській раді.